# Hans Bertram (Politiker)
Hans Bertram (* 16. Juni 1915 in Wachau; † 22. Dezember 1992 in Berlin) war ein deutscher Politiker der Liberal-Demokratischen Partei Deutschlands (LDPD) – einer Blockpartei in der Deutschen Demokratischen Republik (DDR). Er war von 1949 bis 1953 Oberbürgermeister von Cottbus und von 1950 bis 1963 Abgeordneter der Volkskammer.

## Leben
Bertram, Sohn eines Arbeiters, besuchte bis 1932 die Volks- und Handelsschule in Leipzig und absolvierte danach bis 1934 eine kaufmännische Lehre. Von 1930 bis 1933 war er Mitglied der Sozialistischen Arbeiterjugend (SAJ) und im Zentralverband der Angestellten (ZdA). Nach dem Ausbruch des Zweiten Weltkriegs kämpfte er in der deutschen Wehrmacht und geriet in Kriegsgefangenschaft, aus der er noch 1945 entlassen wurde.
Bis 1946 arbeitete Bertram als Monteur und Schaltwärter im Umspannwerk Großenhain und ging danach hauptamtlich in die Politik. 1945 trat er in den Freien Deutschen Gewerkschaftsbund (FDGB), 1946 in die LDPD und 1947 in die Freie Deutsche Jugend (FDJ) ein. Von 1946 bis 1950 war er erster Vorsitzender des LDPD-Kreisverbands Großenhain und Stadtrat und 1946/47 stellvertretender Bürgermeister von Großenhain. Von 1947 bis 1950 war er Kreisrat und stellvertretender Landrat des Kreises Großenhain.
1948 besuchte Bertram einen Lehrgang an der Landesverwaltungsschule Sachsen, 1949 einen weiteren an der Deutschen Verwaltungsakademie in Forst Zinna und von 1950 bis 1954 ein Fernstudium an der Hochschule für Ökonomie in Ostberlin, welches er mit dem Diplom der Wirtschaftswissenschaften abschloss.
Ende 1949 wurde Bertram, als Nachfolger von Otto Weihrauch, Oberbürgermeister von Cottbus. 1951/52 war er zudem stellvertretender Vorsitzender des LDPD-Landesvorstands Brandenburg und ab 1950 Mitglied des Zentralvorstandes der LDPD. Von 1950 bis 1963 war Bertram Abgeordneter der Volkskammer und von 1953 bis 1957 zusätzlich Abgeordneter des Rats des Stadtbezirks Berlin-Prenzlauer Berg. Ab 1953 war er außerdem Mitglied und später stellvertretender Vorsitzender des LDPD-Bezirksvorstands Berlin.
1957/58 war Bertram Vizepräsident der Industrie- und Handelskammer (IHK) der DDR und ab 1958 Leiter der Abteilung Kommunale Wirtschaft beim Bezirkswirtschaftsrat in Ostberlin.